# Хулунбуїр
Хулунбуїр (монг. Хөлөнбуйр, ; кит. 呼伦贝尔, пін. Hūlúnbèi'ěr) — місто-округ в автономному регіоні Внутрішня Монголія.

## Географія
Округ Хулунбуїр лежить у межах Великого Хінгану.
Межує з провінцією Хейлунцзян (на сході), РФ (Забайкальський край) на північному заході та Монголією (аймак Дорнод) на південному заході.

### Клімат
Місто знаходиться у зоні, котра характеризується вологим континентальним кліматом з теплим літом. Найтепліший місяць — липень із середньою температурою 18.9 °C (66 °F). Найхолодніший місяць — січень, із середньою температурою -25.6 °С (-14 °F).
| Клімат Хулунбуїра (район Хайлар) | Клімат Хулунбуїра (район Хайлар) | Клімат Хулунбуїра (район Хайлар) | Клімат Хулунбуїра (район Хайлар) | Клімат Хулунбуїра (район Хайлар) | Клімат Хулунбуїра (район Хайлар) | Клімат Хулунбуїра (район Хайлар) | Клімат Хулунбуїра (район Хайлар) | Клімат Хулунбуїра (район Хайлар) | Клімат Хулунбуїра (район Хайлар) | Клімат Хулунбуїра (район Хайлар) | Клімат Хулунбуїра (район Хайлар) | Клімат Хулунбуїра (район Хайлар) | Клімат Хулунбуїра (район Хайлар) |
| Показник                         | Січ.                             | Лют.                             | Бер.                             | Квіт.                            | Трав.                            | Черв.                            | Лип.                             | Серп.                            | Вер.                             | Жовт.                            | Лист.                            | Груд.                            | Рік                              |
| Абсолютний максимум, °C          | −5                               | 2                                | 12                               | 28                               | 32                               | 33                               | 33                               | 32                               | 28                               | 22                               | 12                               | 0                                | 33                               |
| Середній максимум, °C            | −19                              | −13                              | −3                               | 8                                | 16                               | 23                               | 25                               | 22                               | 16                               | 8                                | −5                               | −15                              | 5                                |
| Середня температура, °C          | −25                              | −20                              | −10                              | 1                                | 8                                | 15                               | 19                               | 16                               | 9                                | 1                                | −11                              | −21                              | 2                                |
| Середній мінімум, °C             | −32                              | −28                              | −18                              | −6                               | 1                                | 8                                | 13                               | 11                               | 3                                | −5                               | −18                              | −27                              | −8                               |
| Абсолютний мінімум, °C           | −42                              | −42                              | −37                              | −20                              | −16                              | 0                                | 6                                | 1                                | −7                               | −23                              | −32                              | −42                              | −42                              |
| Норма опадів, мм                 | 0                                | 0                                | 0                                | 10                               | 20                               | 0                                | 70                               | 60                               | 40                               | 10                               | 0                                | 0                                | 250                              |
| Днів з дощем                     | 2                                | 2                                | 0                                | 2                                | 3                                | 1                                | 7                                | 6                                | 6                                | 1                                | 0                                | 2                                | 37                               |
| Вологість повітря, %             | 76                               | 75                               | 66                               | 54                               | 51                               | 59                               | 74                               | 77                               | 71                               | 62                               | 69                               | 78                               | 68                               |
| -------------------------------- | -------------------------------- | -------------------------------- | -------------------------------- | -------------------------------- | -------------------------------- | -------------------------------- | -------------------------------- | -------------------------------- | -------------------------------- | -------------------------------- | -------------------------------- | -------------------------------- | -------------------------------- |
| Джерело: Weatherbase             |                                  |                                  |                                  |                                  |                                  |                                  |                                  |                                  |                                  |                                  |                                  |                                  |                                  |

## Адміністративний поділ
Префектура поділяється на 2 райони, 5 міст та 7 хошунів (три з них є автономними):
| Карта | Карта                     | Карта                  | Карта                                                                                    | Карта            |
| --- | ------------------------- | ---------------------- | ---------------------------------------------------------------------------------------- | ---------------- |
| ③ Барга – Новий Правий стяг Барга – Новий Лівий стяг Евенкі Барга – Старий стяг Аргунь Якеши Геньхе Чжаланьтунь Орочен Арун Морин- Дава- Даур Сунлін ① ② ④ ① Маньчжурія ② Джалайнур ③ Хайлар ④ Джагдачи |                           |                        |                                                                                          |                  |
| Статус | Назва                     | Китайською             | Монгольською                                                                             | Населення (2010) |
| Міський район | Хайлар                    | 海拉尔区               | ᠬᠠᠶᠢᠯᠠᠷ ᠲᠣᠭᠣᠷᠢᠭ (Qayilar toɣoriɣ)                                                        | 344 947          |
| Міський район | Джалайнур                 | 扎赉诺尔区             | ᠵᠠᠯᠠᠢᠳᠨᠠᠭᠤᠷ ᠲᠣᠭᠣᠷᠢᠭ (Jalainaɣur toɣoriɣ)                                                 | 97 000           |
| Місто | Аргунь                    | 额尔古纳市             | ᠡᠷᠭᠦᠨ᠎ᠡ ᠬᠣᠲᠠ (Ergün-e qota)                                                               | 76 667           |
| Місто | Геньхе                    | 根河市                 | ᠭᠡᠭᠡᠨ ᠭᠣᠣᠯ ᠬᠣᠲᠠ (Gegen Ɣool qota)                                                        | 110 441          |
| Місто | Маньчжурія                | 满洲里市               | ᠮᠠᠨᠵᠤᠤᠷ ᠬᠣᠲᠠ (Manjuur qota)                                                              | 152 473          |
| Місто | Чжаланьтунь               | 扎兰屯市               | ᠵᠠᠯᠠᠨ ᠠᠶᠢᠯ ᠬᠣᠲᠠ (Jalan Ayil qota)                                                        | 366 326          |
| Місто | Якеши                     | 牙克石市               | ᠶᠠᠭᠰᠢ ᠬᠣᠲᠠ (Yaɣsi qota)                                                                  | 352 177          |
| Хошун | Арун                      | 阿荣旗                 | ᠠᠷᠤᠨ ᠬᠣᠰᠢᠭᠤ (Arun qosiɣu)                                                                | 278 744          |
| Хошун | Барга – Новий Правий стяг | 新巴尔虎右旗           | ᠰᠢᠨ᠎ᠡ ᠪᠠᠷᠭᠤ ᠪᠠᠷᠠᠭᠤᠨ ᠬᠣᠰᠢᠭᠤ (Sin-e Barɣu Baraɣun qosiɣu)                                   | 36 356           |
| Хошун | Барга – Новий Лівий стяг  | 新巴尔虎左旗           | ᠰᠢᠨ᠎ᠡ ᠪᠠᠷᠭᠤ ᠵᠡᠭᠦᠨ ᠬᠣᠰᠢᠭᠤ (Sin-e Barɣu Jegün qosiɣu)                                       | 40 258           |
| Хошун | Барга – Старий стяг       | 陈巴尔虎旗             | ᠬᠠᠭᠤᠴᠢᠨ ᠪᠠᠷᠭᠤ ᠬᠣᠰᠢᠭᠤ (Qaɣučin Barɣu qosiɣu)                                              | 58 244           |
| Автономний хошун | Евенкі                    | 鄂温克族自治旗         | ᠡᠸᠡᠩᠬᠢ ᠥᠪᠡᠷᠲᠡᠭᠡᠨ ᠵᠠᠰᠠᠬᠤ ᠬᠣᠰᠢᠭᠤ (Eveŋki öbertegen jasaqu qosiɣu)                          | 134 981          |
| Автономний хошун | Морин-Дава-Даур           | 莫力达瓦达斡尔族自治旗 | ᠮᠣᠷᠢᠨ ᠳᠠᠪᠠᠭ᠎ᠠ ᠳᠠᠭᠤᠷ ᠥᠪᠡᠷᠲᠡᠭᠡᠨ ᠵᠠᠰᠠᠬᠤ ᠬᠣᠰᠢᠭᠤ (Morin Dabaɣ-a Daɣur öbertegen jasaqu qosiɣu) | 276 912          |
| Автономний хошун | Орочен                    | 鄂伦春自治旗           | ᠣᠷᠴᠣᠨ ᠤ ᠥᠪᠡᠷᠲᠡᠭᠡᠨ ᠵᠠᠰᠠᠬᠤ ᠬᠣᠰᠢᠭᠤ (Orčon-u öbertegen jasaqu qosiɣu)                        | 223 752          |

Джагдачи та Сунлін де-юре є частиною хошуну Орочен, але де-факто підпорядковуються префектурі Дасін'аньлін сусідньої провінції Хейлунцзян.